# 仙人掌島
仙人掌島（Isla Incahuasi）是乌尤尼盐湖的旅遊景點。
位於玻利维亚的乌尤尼盐湖（Salar de Uyuni）的中心。山上長滿仙人掌，高度達10公尺以上。門票是30玻利维亚诺。

## 外部連結
- Tahua Municipality: population data and map (also showing the islands of Inkawasi and Isla del Pescado

20°14′34″S 67°37′31″W / 20.24278°S 67.62528°W